# Jeff Stone
Jeff Stone ist ein amerikanischer Autor, der für seine Jugendbuchreihe „Die fünf Gefährten“ bekannt ist.

## Leben
Jeff Stone wuchs in Detroit auf und lebt heute im Amerikanischen Mittleren Westen. Er ist verheiratet und hat zwei Kinder. Er besitzt eine Python namens ‘Yokwan’.
Stone ist genauso wie seine Helden in „Die fünf Gefährten“ ein Waise. Er wurde als Kind adoptiert und hatte schon immer ein starkes Verlangen etwas über seine Vergangenheit zu erfahren. Als er 18 Jahre alt wurde, begann er seine leibliche Mutter zu suchen, die er 15 Jahre später fand. Ein Jahr später fand er auch seinen leiblichen Vater.
Wie die Personen in seinen Büchern übt sich Stone in Kampfkunst. Er trägt den schwarzen Gürtel im Shaolin Do Kung Fu und trainiert auch in anderen Disziplinen, um Ideen für seine Bücher zu bekommen. 2005 reiste er mit einem Shaolin Do Großmeister nach China, um seine Prüfung für den schwarzen Gürtel im legendären Shaolin-Kloster abzulegen.
Stone bereiste China mehrfach, besonders 1996, um seine Frau bei einer traditionellen chinesischen Zeremonie in ihrer Heimat Hongkong zu heiraten.

## Werke

### Die fünf Gefährten (Serie)
- Jeff Stone: Die fünf Gefährten und der Kampf des Tigers. In: Die fünf Gefährten. Band 1. Loewe Verlag, 2005, ISBN 3-7855-5555-5 (englisch: Tiger. Übersetzt von Christine Gallus).
- Jeff Stone: Die fünf Gefährten und die Rache des Bruders. In: Die fünf Gefährten. Band 2. Loewe Verlag, 2005, ISBN 3-7855-5615-2 (englisch: Monkey. Übersetzt von Christine Gallus).
- Jeff Stone: Die fünf Gefährten und die List der Schlange. In: Die fünf Gefährten. Band 3. Loewe Verlag, 2006, ISBN 3-7855-5616-0 (englisch: Snake. Übersetzt von Christine Gallus).
- Jeff Stone: Die fünf Gefährten und der Schrei des Kranichs. In: Die fünf Gefährten. Band 4. Loewe Verlag, 2007, ISBN 3-7855-5617-9 (englisch: Crane. Übersetzt von Christine Gallus).
- Jeff Stone: Die fünf Gefährten und die Macht des Drachen. In: Die fünf Gefährten. Band 5. Loewe Verlag, 2008, ISBN 3-7855-5618-7 (englisch: Eagle. Übersetzt von Christine Gallus).